# Águia d’Ouro
Águia d'Ouro ist ein mosambikanischer Fußballverein mit Sitz in Maputo. Der Verein spielte 1988 und 1989 in der Moçambola, der höchsten Liga des Landes, und erreichte 1988 das Finale des mosambikanischen Pokals, wo er knapp mit 1:0 gegen Clube de Desportos da Costa do Sol verlor. Derzeit spielt Águia d'Ouro im mosambikanischen Amateurfußball.